# Rhododrilus leptomerus
Rhododrilus leptomerus är en ringmaskart som beskrevs av Benham 1905. Rhododrilus leptomerus ingår i släktet Rhododrilus och familjen Acanthodrilidae. Inga underarter finns listade i Catalogue of Life.